# موكب النصر (1918)

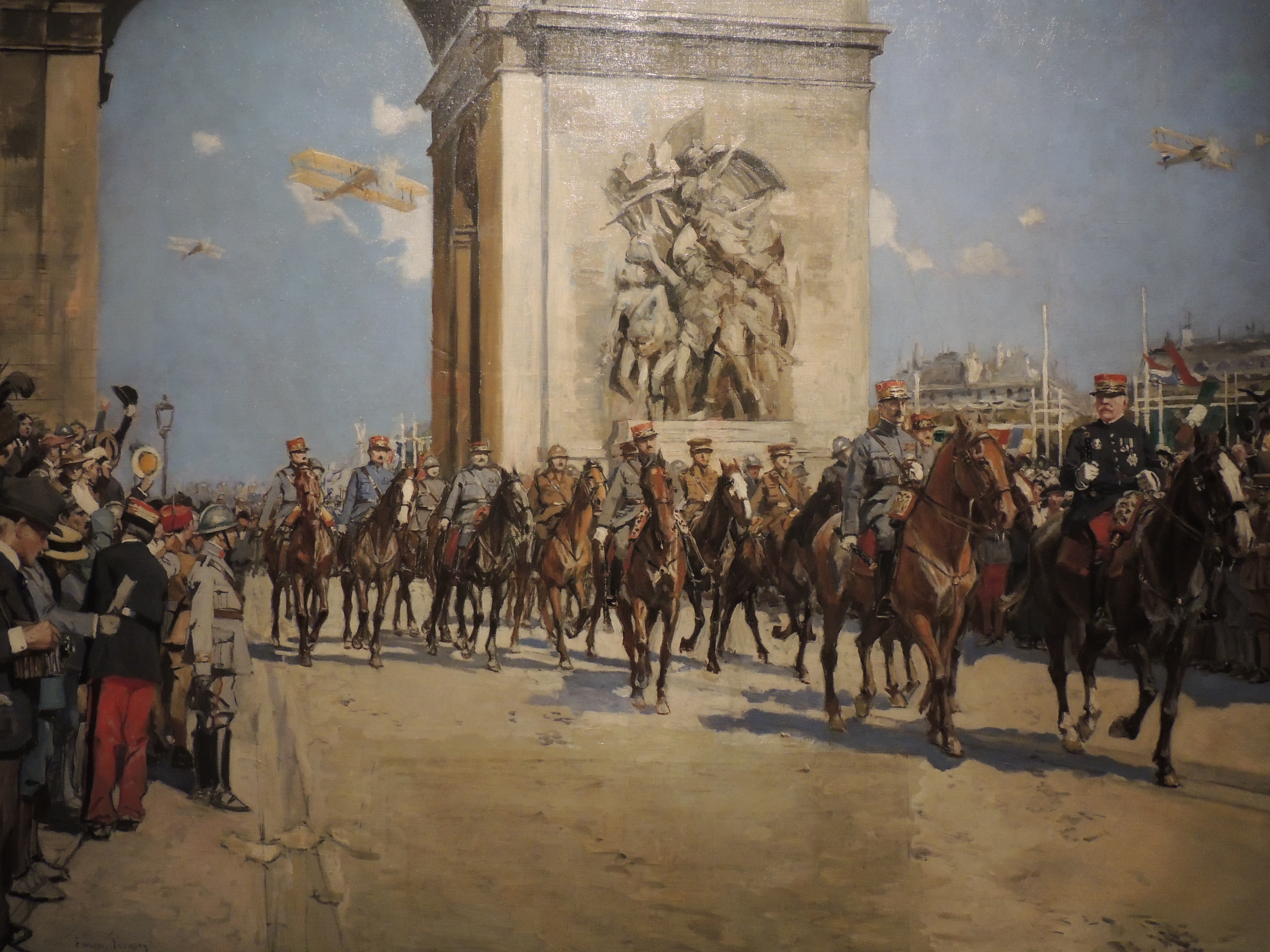
موكب النصر أمام قوس النصر.

كان موكب النصر في 14 يوليو 1919 هو الأول بعد نهاية الحرب العالمية الأولى، حيث تم توقيع الهدنة في 11 نوفمبر 1918. مر العرض تحت قوس النصر، حيث تم تركيب قبر الجندي المجهول تحت القوس في عام 1921. أراد جورج كليمنصو، رئيس الحكومة في ذلك الوقت، هذا العرض لتكريم مليون ونصف جندي ماتوا في القتال خلال الحرب العظمى.
انطلق العرض، في اليوم الأول من العيد الوطني الفرنسي بعد الحرب العالمية الأولى، من بورت مايو إلى ساحة الجمهورية، مارًا بشارع الجيش الكبير، تحت قوس النصر، والشانزليزيه، وساحة الكونكورد، وشارع رويال، والشارع الكبير. ويتقدمه ألف جندي فرنسي مشوه، يقودهم أندريه ماجينو، الذي بُترت ساقه. يتبعهم المارشالات المنتصرون جوفري وفوش وبيتان على ظهور الخيل، ثم جيوش الحلفاء مرتبة أبجديًا (الأميركيون بقيادة الجنرال بيرشينج، والبلجيكيون، والبريطانيون بقيادة السير دوغلاس هيج والاسكتلنديون بالتنانير الاسكتلندية، واليونانيون، والهنود، والإيطاليون، واليابانيون، والبولنديون، والبرتغاليون، والرومانيون، والصرب، والسياميون، والتشيكوسلوفاكيون)، دون أن ننسى بالطبع الجيش الفرنسي (جيش أفريقيا، والزواف، والفيالق العسكرية المختلفة). وتُختتم الاستعراض بدبابات رينو إف تي-17 الهجومية.
نُصب نصب تذكاري ذهبي، يزن 30 طنًا، ويصل ارتفاعه إلى 17.5 مترًا، وعرضه إلى 8 أمتار، تحت قوس النصر، تحت إشراف النحات أنطوان سارتوريو، ثم نُقل ووُضع عند مدخل شارع الشانزليزيه للسماح بمرور العرض العسكري تحته. يصور كل جانب من هذا النصب التذكاري نصرًا يحمل أجنحة طائرة على ظهره. دُمر لاحقًا بسبب هيكله المؤقت، الذي بُني على طراز مسرحي. كان النصب التذكاري يتكون من إطار خشبي بسيط، ثُبّتت عليه لوحات تذكارية بسُمك حوالي 3 سنتيمترات. بالقرب من النصب التذكاري، كان هناك هرم مكون من مدافع ألمانية مكدسة، يعلوه ديك غالي فخور ومنتصر.

## معرض الصور

موكب النصر 14 يوليو 1919
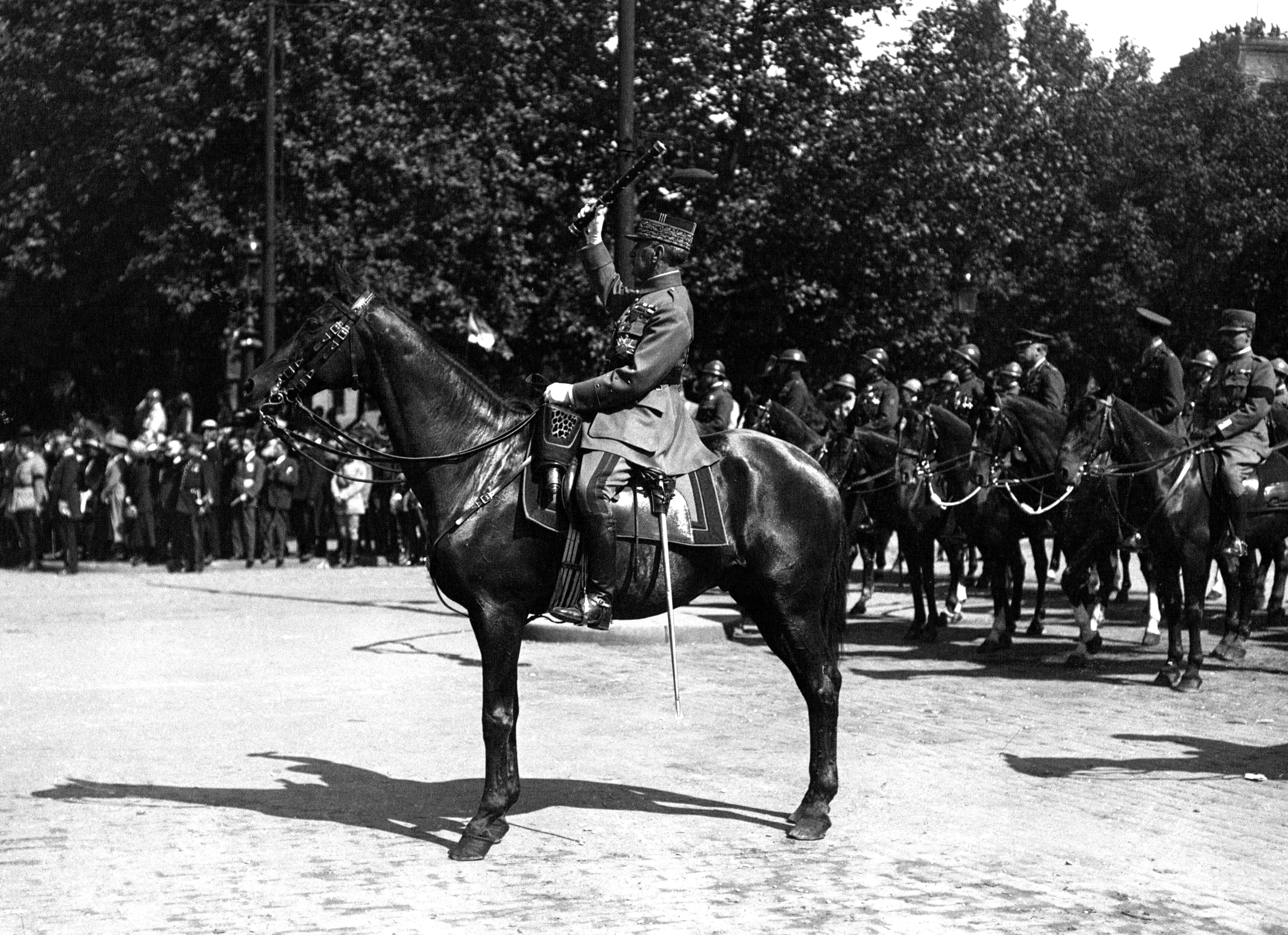
المارشال فوش على صهوة حصانه، يؤدي التحية العسكرية بهراوة أثناء موكب النصر.
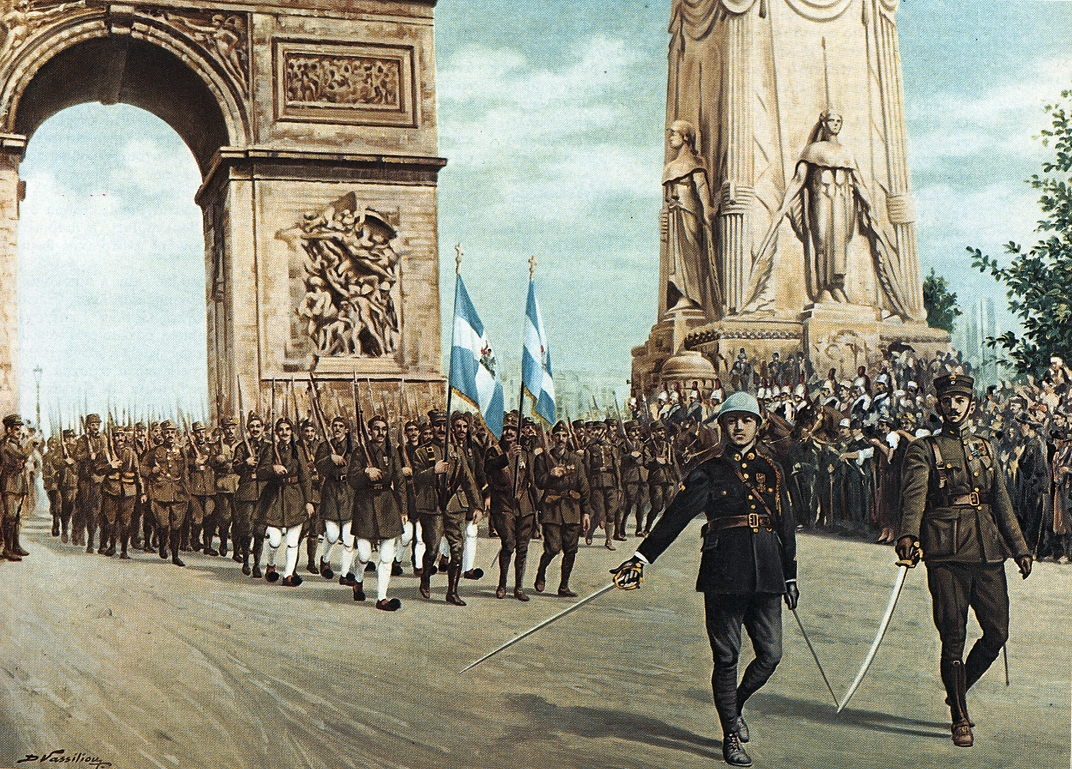
وحدات عسكرية يونانية خلال موكب النصر أمام قوس النصر.
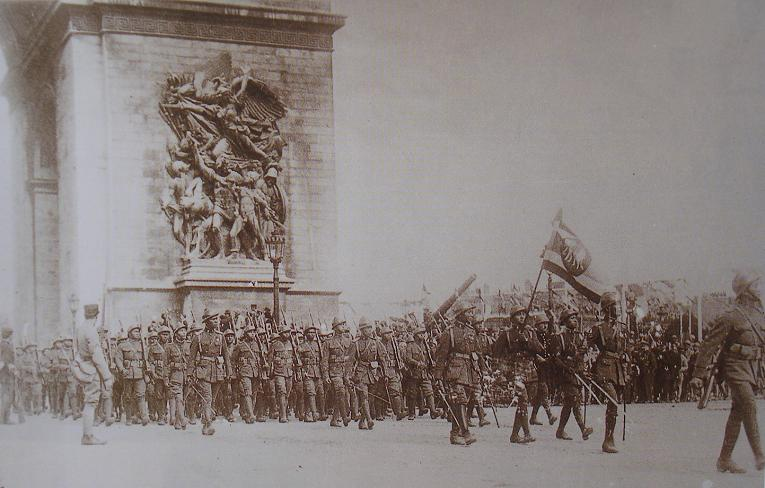
القوات السيامية تستعرض تحت قوس النصر.
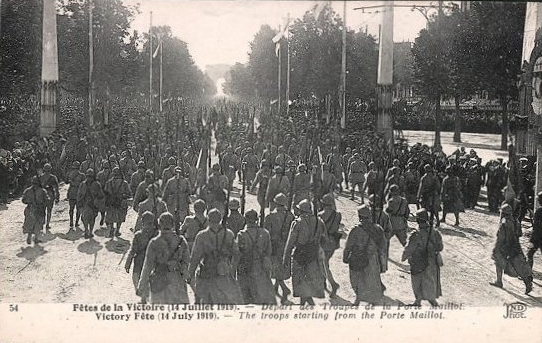
موكب النصر في شارع الجيش الكبير.
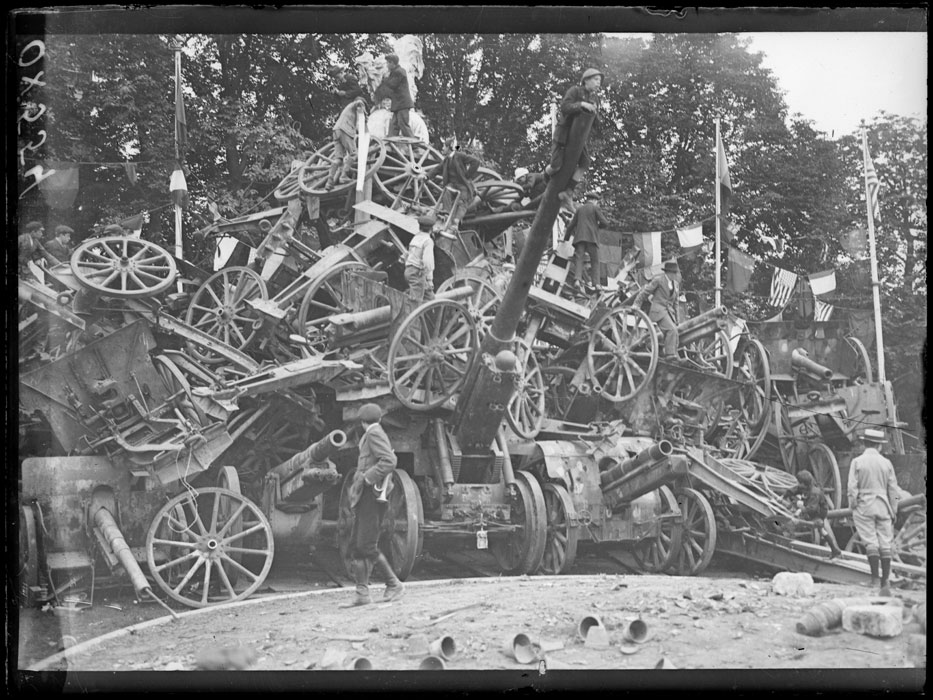
نصب من مدافع ألمانية مكدسة في ساحة الكونكورد في باريس احتفالاً بموكب النصر.
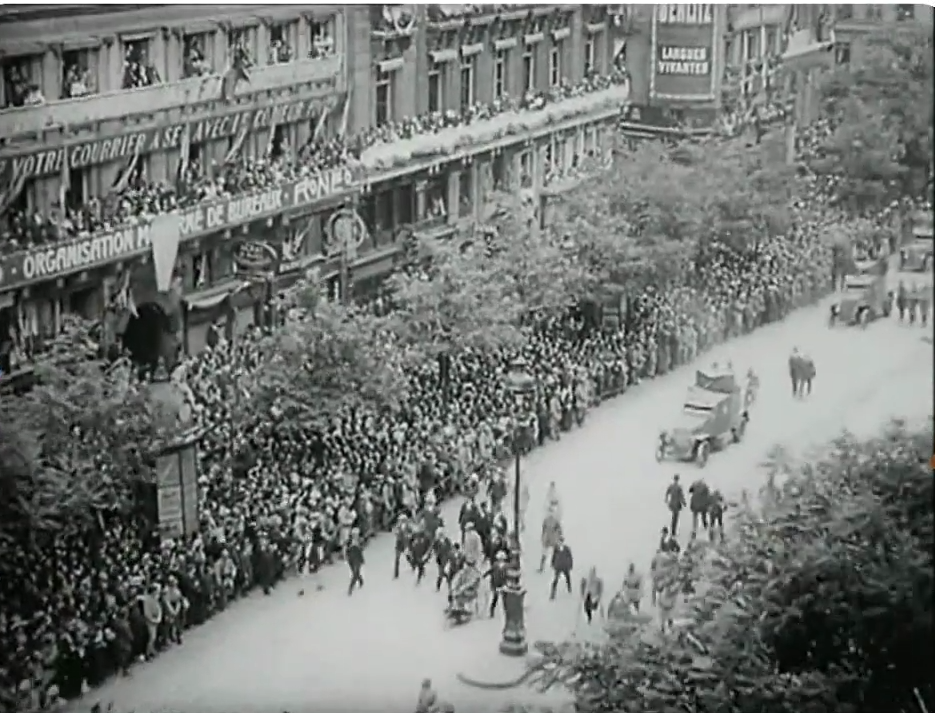
أوتوس كانونز، شارع الإيطاليين في باريس، خلال موكب النصر.
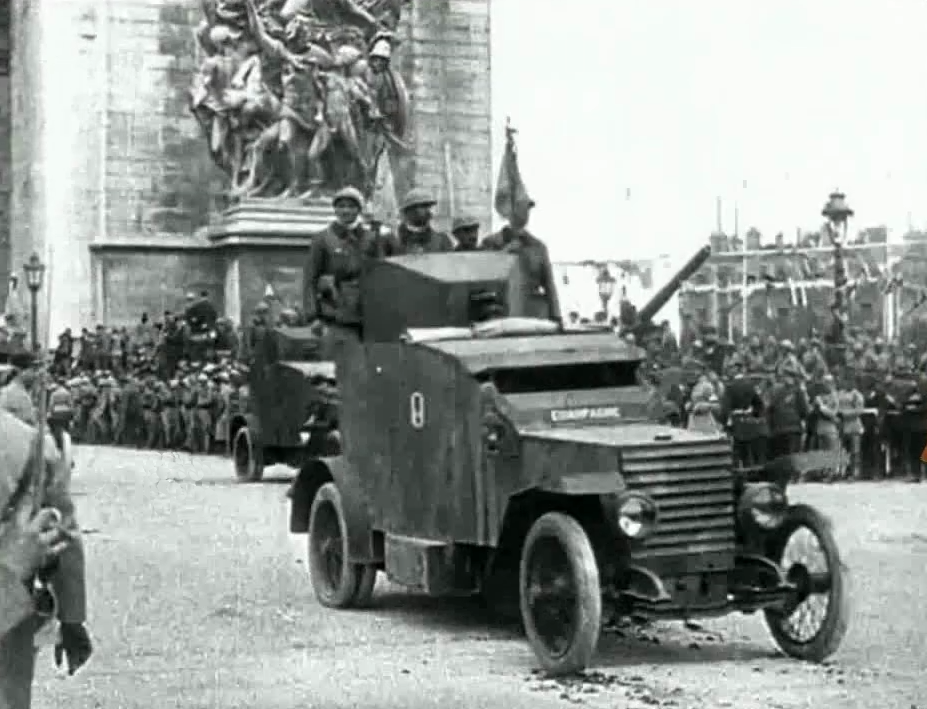
مدفع ذاتي الحركة، ساحة النجمة في باريس، خلال موكب النصر.
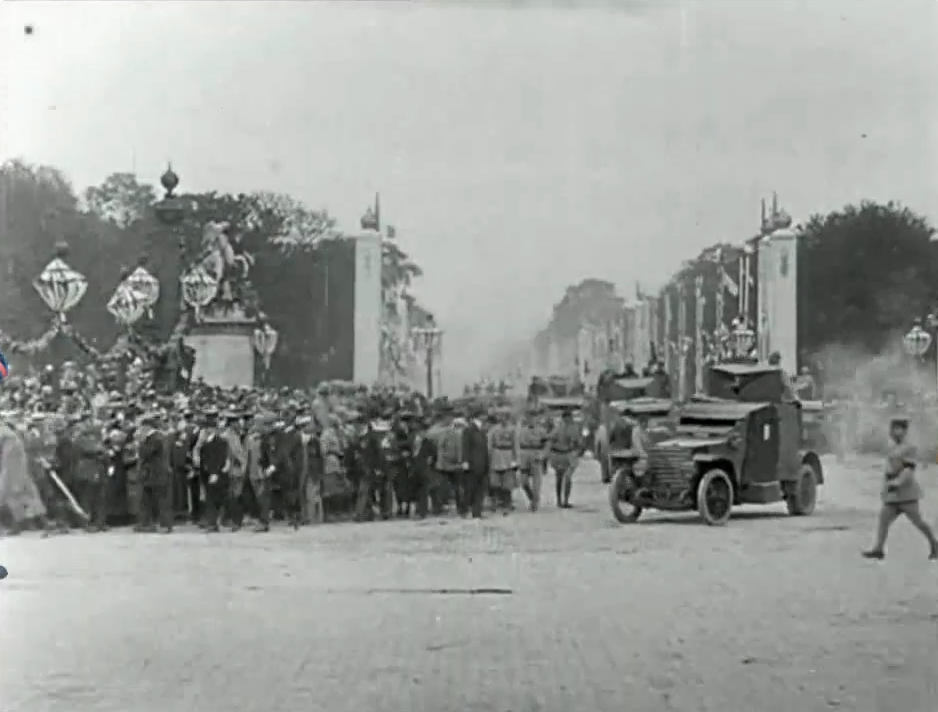
العرض يصل إلى ساحة الكونكورد، تمر أمام خيول مارلي، خلال موكب النصر.